# 加比·米勒
加比·米勒（德語：Gabi Müller，1974年11月21日—），瑞士女子皮划艇运动员。她曾代表瑞士参加1996年夏季奥林匹克运动会皮划艇比赛，获得女子四人皮艇500米银牌。